# The Roots of Sepultura
Albums de Sepultura
Roots
(1996) Blood-Rooted
(1997)
The Roots of Sepultura est le 1er best-of du groupe de thrash metal brésilien Sepultura, sorti le 29 novembre 1996 sous le label Roadrunner Records. Il contient plusieurs démos et morceaux live, ainsi que des reprises de groupes tels que Motörhead ou Dead Kennedys.Il accompagne la version limitée de l'album Roots, uniquement en version CD.

## Musiciens et technique
Sepultura
- Max Cavalera - chant, guitare rythmique
- Andreas Kisser - guitare
- Paulo Jr. - guitare basse
- Igor Cavalera - batterie, percussions

## Liste des chansons
| No  | Titre                                                    | Durée |
| --- | -------------------------------------------------------- | ----- |
| 1.  | Intro                                                    | 1:33  |
| 2.  | C.I.U. (Criminals in Uniform)                            | 4:17  |
| 3.  | Orgasmatron (reprise de Motörhead)                       | 4:15  |
| 4.  | Dead Embryonic Cells                                     | 4:31  |
| 5.  | Desperate Cry                                            | 6:42  |
| 6.  | Murder                                                   | 3:25  |
| 7.  | Under Siege (Regnum Irae)                                | 4:44  |
| 8.  | Necromancer (démo)                                       | 3:59  |
| 9.  | The Past Reborns the Storms (démo)                       | 5:08  |
| 10. | A Hora e a Vez do Cabelo Nascer (reprise de Os Mutantes) | 2:21  |
| 11. | Drug Me (reprise de Dead Kennedys)                       | 1:53  |
| 12. | Crucificados Pelo Sistema (reprise de Ratos de Porão)    | 1:03  |
| 13. | Anticop                                                  | 3:02  |
| 14. | Intro                                                    | 1:30  |
| 15. | Arise                                                    | 2:51  |
| 16. | Inner Self                                               | 4:42  |
| 17. | Mass Hypnosis                                            | 4:25  |
| 18. | Escape to the Void                                       | 5:03  |
| 19. | Troops of Doom                                           | 2:53  |
| 20. | Altered State                                            | 5:20  |